# اقامور
اقامور (به انگلیسی: Aghamore) یک منطقهٔ مسکونی در ایرلند است که در County Leitrim واقع شده‌است.

## خصوصیات
اقامور ۶۲۰ نفر جمعیت دارد و ۷۲ متر بالاتر از سطح دریا واقع شده‌است.